# Teoria da coerência da verdade
As teorias da coerência da verdade caracterizam a verdade como uma propriedade de sistemas inteiros de proposições que só pode ser atribuída a proposições individuais derivativamente, de acordo com a sua coerência com o todo. Enquanto os teóricos da coerência modernos sustentam que existem muitos sistemas possíveis para os quais a determinação da verdade pode basear-se na coerência, outros, particularmente aqueles com fortes crenças religiosas, sustentam que a verdade só se aplica a um único sistema absoluto. Em geral, a verdade requer um ajuste adequado dos elementos dentro de todo o sistema. Muitas vezes, porém, considera-se que a coerência implica algo mais do que uma simples coerência formal. Por exemplo, a coerência do conjunto subjacente de conceitos é considerada um fator crítico para julgar a validade de todo o sistema. Por outras palavras, o conjunto de conceitos básicos num universo de discurso deve primeiro ser visto como formando um paradigma inteligível antes de muitos teóricos considerarem que a teoria da coerência da verdade é aplicável. 

## História
Na filosofia moderna, a teoria da coerência da verdade foi defendida por Baruch Spinoza, Immanuel Kant, Johann Gottlieb Fichte, Karl Wilhelm Friedrich Schlegel, Georg Wilhelm Friedrich Hegel e Harold Henry Joachim (a quem se atribui a formulação definitiva da teoria). No entanto, Spinoza e Kant também foram interpretados como defensores da teoria correpondentista da verdade. Na filosofia contemporânea, vários epistemólogos contribuíram significativamente e defenderam a teoria, principalmente Brand Blanshard (que deu a primeira caracterização da teoria na contemporaneidade) e Nicholas Rescher.

## Variedades
De acordo com uma visão, a teoria da coerência da verdade considera a verdade como coerência dentro de algum conjunto específico de sentenças, proposições ou crenças. É a "teoria do conhecimento que sustenta que a verdade é uma propriedade primariamente aplicável a qualquer corpo extenso de proposições consistentes, e derivativamente aplicável a qualquer proposição em tal sistema em virtude de sua parte no sistema".
Segundo outra versão de H. H. Joachim (o filósofo a quem se atribui a formulação definitiva da teoria, no seu livro The Nature of Truth, publicado em 1906), a verdade é uma coerência sistemática que envolve mais do que consistência lógica. Nesta visão, uma proposição é verdadeira na medida em que é um constituinte necessário de um todo sistematicamente coerente. Outros desta escola de pensamento, por exemplo, Brand Blanshard, sustentam que este todo deve ser tão interdependente que cada elemento nele necessita e até implica todos os outros elementos. Os expoentes desta visão inferem que a verdade mais completa é uma propriedade apenas de um sistema coerente único, denominado sistema absoluto, e que as proposições e sistemas humanamente cognoscíveis têm um grau de verdade que é proporcional à forma como se aproximam deste ideal.:321–322